# فلوريان ويبر
فلوريان ويبر (بالألمانية: Florian Weber) (و. 1976 – م) هو مقدم برامج، وممثل، من ألمانيا، ولد في فرانكفورت.

## وصلات خارجية
- فلوريان ويبر على موقع IMDb (الإنجليزية)
- فلوريان ويبر على موقع قاعدة بيانات الفيلم (الإنجليزية)
- فلوريان ويبر على موقع كينوبويسك (الروسية)